# Arthopyrenia taxodii
Arthopyrenia taxodii är en lavart som beskrevs av R. C. Harris. Arthopyrenia taxodii ingår i släktet Arthopyrenia och familjen Arthopyreniaceae.   Inga underarter finns listade i Catalogue of Life.